# Slottsbergets naturreservat
Slottsberget är ett naturreservat i Jönköpings kommun i Småland.
Området är skyddat sedan 2009 och är 22 hektar stort. Det är beläget 500 meter väster om Skärstad och består av ädellövskog. Slottsberget ligger på en kulle med många berghällar. Området är kuperat med blockrika marker och genom reservatet rinner en bäck. Slottsberget kallas även för Lyckås ekskog.

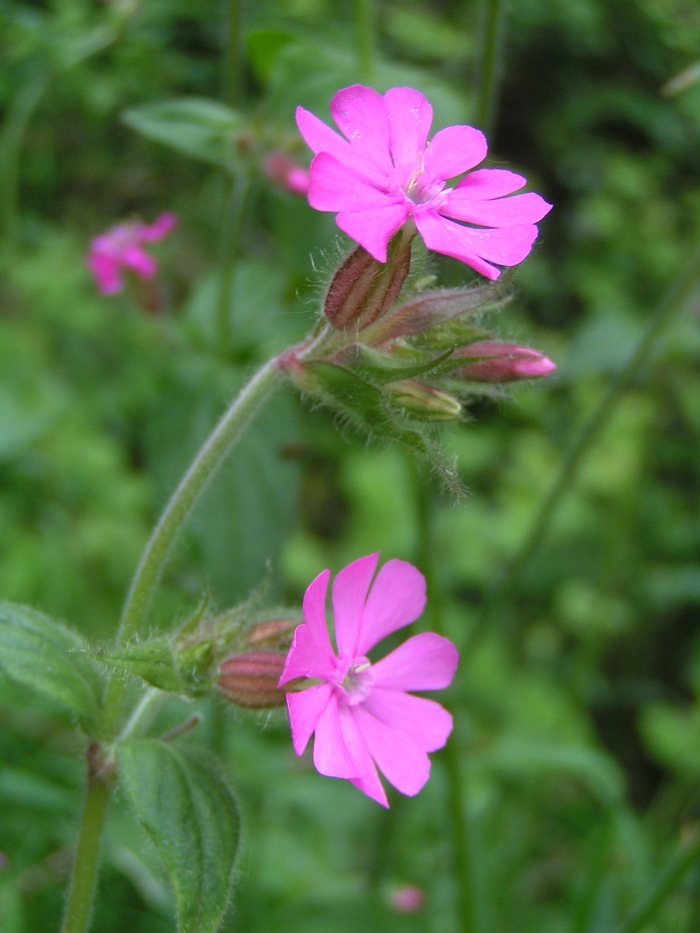
Rödblära

Naturreservatet präglas främst av sina stora ekar men där växer även andra lövträd. Där är gott om död ved vilket är viktigt för ett antal arter av insekter. Marken är näringsrik och där växer bland annat lundstjärnblomma, gullpudra, och skogsbingel. På våren är marken täckt av vitsippor och blåsippor.
Många fågelarter trivs i reservatets lövskogar.
Slottsberget har länge använts som både åkermark och betesmark. Längs bäcken finns spår efter flera små kvarnar. Inom naturreservatet finns totalt 14 fornlämningar registrerade, bland annat gamla gravar i form av stensättningar.
En markerad stig leder genom Slottsbergets naturreservat.